# Wong Tai Sin (district)
Le district de Wong Tai Sin (en chinois 黃大仙區) est  l'un des 18 districts de Hong Kong.   Il est situé à Kowloon et le seul district entièrement enclavé à Hong Kong.  

## Géographie
Le district de Wong Tai Sin contient les zones de Diamond Hill, Wang Tau Hom, Lok Fu, Chuk Yuen, Wong Tai Sin, Tsz Wan Shan, Fung Wong, Choi Hung et Choi Wan, une zone comprenant plusieurs grands ensembles des logements publics. 

## Transport
Wong Tai Sin est desservie par la ligne Kwun Tong au MTR (Mass Transit Railway), le métro de Hong Kong. Les stations sont Lok Fu, Wong Tai Sin, Diamond Hill et Choi Hung. 